# Ivar Holmgren (präst)
Arvid Ivar Achilles Holmgren, född 30 september 1818 i Västra Ny församling, Östergötlands län, död 2 maj 1873 i Östra Ryds församling, Östergötlands län, var en svensk präst.

## Biografi
Holmgren föddes 1818 i Västra Ny församling. Han var son till kyrkoherden Anders Holmgren i Vinnerstads församling. Holmgren studerade i Linköping och skrev in sig vid Lunds universitet 1837. Han blev höstterminen 1838 student vid nämnda universitet och 1842 student vid Uppsala universitet. Holmgren prästvigdes 21 december 1843. Han var från 1846 till 1851 lärare vid Ringel-Taubeska folkskolan i Västra Eds församling. Den 23 december 1853 avlade han pastoralexamen och blev 3 februari 1854 kyrkoherde i Östra Ryds församling, tillträde 1856. Holmgren avled 1873 i Östra Ryds församling.

### Familj
Holmgren gifte sig 8 september 1850 med Josephina Carolina Euphemia Åberg (1830–1906). Hon var dotter till fältkamrer C. M. Åberg och Catharina Maria Hanström på Troserum i Västra Eds socken. De fick tillsammans barnen Maria Holmgren (född 1851),  kantorn Ivar Holmgren (1853–1928) i Rönö församling, teologistudenten Hjalmar Holmgren (1855–1897), Ester Holmgren (född 1857) som var gift med disponenten Johan Eriksson på Renhållningsverket i Västerås, Elin Hildegard Holmgren (1861–1885), folkskolläraren Karl Gustaf Holmgren (1864–1935) i Markaryds socken, grosshandlaren Georg Emil Holmgren (född 1865) i Västerås, Dagmar (1867–1940) som var gift med godsägaren Ludvig Berggren i Nykils församling och Signe Holmgren (1871–1939) som var gift med fanjunkaren Carl Ignatius Wirén vid Södermanlands regemente.